# Grote moskee van Sanaa

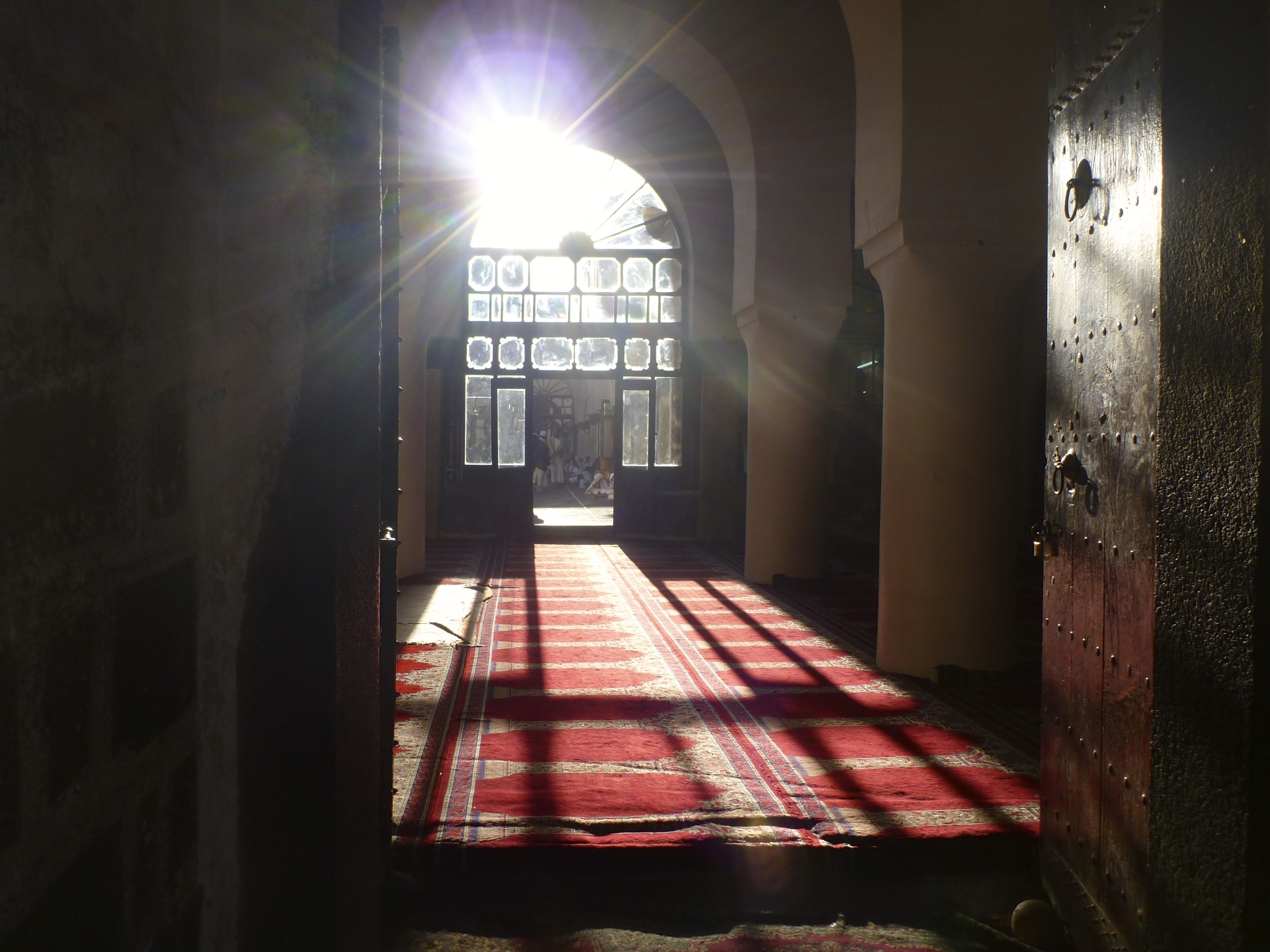
Grote moskee van Sanaa

De Grote moskee van Sanaa (Jami al-Kabir) is een moskee in Sanaa, de hoofdstad van Jemen. De moskee is gelegen in de binnenstad, naast het Ghumdanpaleis. Een gedeelte van de moskee is gemaakt uit hetzelfde bouwmateriaal als het paleis. Samen met de rest van de binnenstad is het aangewezen als een werelderfgoed. 
De afmetingen van de moskee zijn ongeveer 80 m lang en 60 m breed. De moskee is gelegen rondom een binnenplein. Aan de noord- en zuidzijde zijn de gebedsruimtes. De noordzijde is de qibla-richting.
De moskee is gebouwd in opdracht van kalief Walid I (r. 705-715) van de Omajjaden, die ook de grote moskee van Damascus liet bouwen. 
Het gebouw is grotendeels opgebouwd uit hergebruikte materialen (zogenoemde spolia), die afkomstig zijn uit pre-islamitische tijden. Mogelijk zijn hierbij ook materialen uit de pre-islamitische kerk gebruikt. 
Op het binnenplein staat een kubusvormig gebouw. Dit gebouw heeft een zogenoemd ablaq-ontwerp, wat bestaat uit afwisselende lagen van gekleurd materiaal. 